# Hipoksantin
Hipoksantin je purinski derivat. On se ponekad nalazi kao sastojak nukleinskih kiselina gde je prisutan u antikodonu tRNK u obliku njegovog nukleozida inozina. On ima tautomer poznat kao 6-Hidroksipurin. Hipoksantin je neophodan dodatak u pojedinim ćelijama, bakterijama, i parazitskim kulturama kao supstrat i izvor azota. Na primer, on je često neophodan reagens u malarijskim parazitskim kulturama, pošto je za Plasmodium falciparum neophodan izvor hipoksantina za sintezu nuklenskih kiselina i za energetski metabolizam.
Avgusta 2011, objavljen je izveštaj baziran na NASA ispitivanjima meteorita nađenih na Zemlji koji sugeriše da je ksantin i srodni organski molekuli, među kojima su komponente DNK i RNK: adenin i guanin, možda mogu da budi formirani ektraterestrijalno u svemiru.

## Reakcije
Hipoksantin je jedan od proizvoda ksantinske oksidaze na ksantinskom supstratu. On se češće formira purinskom degradacijom.
Hipoksantin-guanin fosforibosiltransferaza konvertuje hipoksantin u  tokom nukleotidnog spasavanja.
Hipoksantin se takođe spontano formira deaminacijom adenina. Zbog njegove sličnosti sa guaninom, spontana deaminacija adenina može da dovede do greške u DNK transkripciji/replikaciji.

## Literatura
1. ↑  Joanne Wixon; Douglas Kell (2000). „Website Review: The Kyoto Encyclopedia of Genes and Genomes — KEGG”. Yeast. 17 (1): 48—55. doi:10.1002/(SICI)1097-0061(200004)17:1<48::AID-YEA2>3.0.CO;2-H.
2. ↑   уреди
3. ↑  Evan E. Bolton; Yanli Wang; Paul A. Thiessen; Stephen H. Bryant (2008). „Chapter 12 PubChem: Integrated Platform of Small Molecules and Biological Activities”. Annual Reports in Computational Chemistry. 4: 217—241. doi:10.1016/S1574-1400(08)00012-1.
4. ↑  Bruce Alberts; Alexander Johnson; Julian Lewis; Martin Raff; Keith Roberts; Peter Walter (2002). Molecular Biology of the Cell. New York: Garlard Science.  0815332181.
5. ↑  Steigerwald, John (8. 8. 2011). „NASA Researchers: DNA Building Blocks Can Be Made in Space”. NASA. Архивирано из оригинала 23. 06. 2015. г. Приступљено 10. 8. 2011.
6. ↑  ScienceDaily Staff (9. 8. 2011). „DNA Building Blocks Can Be Made in Space, NASA Evidence Suggests”. ScienceDaily. Приступљено 9. 8. 2011.

## Spoljašnje veze
- Hypoxanthine на 